# إيفا هيرتسوغ
إيفا هيرتسوغ (و. 1961  م) هي سياسية، ومؤرخة سويسرية، هي عضوةٌ الحزب الاشتراكي الديمقراطي السويسري.

## التعليم
تعلمت في جامعة سانتياغو دي كومبوستيلا، وتعلمت في جامعة بازل
.